# Масове отруєння в Чернівцях
Масове отруєння у Чернівцях — масштабна екологічна надзвичайна подія, пов'язана з хімічними викидами невстановленого походження, яка сталася 1988 року в Чернівцях, та призвела до значного зростання смертності, епідемії респіраторних та психоневрологічних захворювань, спалаху алопеції у дітей.

## Перебіг подій

### Січень-березень 1988
Виявлено до 10 випадків облисіння дітей віком 2-3 років. Кілька одночасних аналогічних інцидентів сильно виходили за межі звичної статистики дитячої алопеції, проте місцеві лікарі не приділили цьому великої уваги. Деяким пацієнтам було встановлено діагноз хімічної екзогенної інтоксикації.

### Весна-літо 1988
У Чернівцях на підприємствах працювали комісії, які виявили низку невідповідностей екологічним нормам, зокрема відсутність отрутомогильників для шлаків, що містять солі плавикової та борної кислот. Підприємства знайшли вихід у використанні шлаків на цегельних заводах, що призвело потім до масового забруднення повітря.

### Липень 1988
У місті, особливо у центрі, зникли таргани, мухи, комарі, птахи нижнього ярусу проживання (горобці тощо). На вулицях можна було побачити безпритульних псів та котів із частковим облисінням, багато голубів, воронів частково втратили оперення.
За деякими даними, в цей час масово спалювали сміття, листя, бур'яни в парках, садах, на присадибних ділянках, причому так, що дим цілодобово покривав все місто і околиці, а також на одному з підприємств сталася аварійна ситуація.
У листопаді 1988 р. до УВС Чернівців надійшла скарга мешканців будинків на вул. Лук'яна Кобилиці, під якою підписалося п'ять осіб. У ній повідомлялося, що наприкінці липня вулицею вночі на військових тягачах провозили дві великі військові ракети. В кінці вулиці машини зупинилися через якусь поломку, і начебто було видно, як з-під ракет на асфальт лилася рідина. 1990 р. військовою прокуратурою було допитано рядового Рихло, який повідомив:
|  | Во время службы в одной из частей, в батальоне по доставке горючего, майор Кочкин, говоря о необходимости соблюдения правил безопасности, рассказал следующее: «Мы перевозили ракетное топливо. Из-за неисправности задвижки на одной из улиц Черновцов топливо пролилось. Все содержимое цистерны вылилось». |

Майор Кочкін ці свідчення спростував.
Реальність цього інциденту заперечується, оскільки такий витік ракетного палива негайно призвів би до гострого отруєння всіх мешканців вулиці, чого не сталося.

### Серпень 1988
У Чернівцях, особливо серед дітей, розпочався спалах захворювань невідомої природи. Хвороба зазвичай починалася з ураження дихальних шляхів (ГРЗ, кашель), висипань на тілі, у деяких малюків з'являлися сухість та блідість шкірних покривів, виразки у роті, кон'юнктивіт. Потім хвороба впливала на нервову систему: порушення сну, неспокій, галюцинації. У деяких випадках — біль у суглобах, м'язова гіпотонія, судоми. Спільним у випадках було ураження волосяного покриву. Більшість випадків, зокрема важкі, реєструвалися в центрі міста . До шкірно-венерологічного диспансеру надійшли близько 20 дітей з частковим або повним облисінням.

### Вересень 1988
Зростала кількість випадків ГРЗ, що значно перевищило епідпоріг. Із серпня по листопад лише серед дітей було зареєстровано 17 297 випадків ГРЗ. При цьому дослідження, що торкнулося 1368 хворих, виявило віруси лише у 155 % . За іншими даними, число ГРЗ неясної етіології було значно менше, трохи більше 200 . Сильно зросла порівняно з 1987 роком кількість залізодефіцитних анемій (на 40 %), хронічних захворювань мигдаликів та аденоїдів (на 285 %). Смертність дітей від 2 до 6 років зросла за 1988 рік у 3,7 раза, від 7 до 14 років у 2 рази, смертність дорослого населення від інфаркту міокарда та гіпертонічної хвороби зросла у 4,5 раза.
Дерматологічний діагноз для всіх дітей з алопецією звучав практично однаково — облисіння внаслідок хімічного ураження, найімовірніше — талієм.
Наприкінці вересня ситуацією зацікавився обласний відділ охорони здоров'я.

### Жовтень 1988
Було порушено кримінальну справу за фактом масового захворювання.
У другій половині жовтня інформація про НП вийшла на всесоюзний рівень. З'явилися статті у центральних газетах, до Чернівців приїхали комісії з Києва та Москви, аналізи вирушали до провідних лабораторій країни. На цей час кількість випадків дитячої алопеції перевищила 90. Київський педіатр, професор В. Бережний висловив припущення, що чернівецькі діти лисіють від фтору, який нібито у великих кількостях міститься в кухонній солі, після чого в магазинах міста було проведено масштабну експертизу. Основною ж версією стало те, що десь у місті тривалий час працює промислове джерело токсичних газоподібних сполук, бору чи талію . При цьому газ явно був важчим за повітря і концентрувався біля землі, на що вказує ураження переважно дітей, тварин, зникнення комах та птахів нижнього ярусу. Центр міста, де було найважче становище, розташовувався в низовині.

### Листопад 1988
Після виступу заступника міністра охорони здоров'я СРСР Баранова настрої у Чернівцях стали набувати характеру паніки. Люди прагнули вивезти дітей із міста. До кінця листопада у місті з 15175 дітей дошкільного віку залишилося лише 559, а з 33426 школярів — 5 тисяч.
На якийсь час було заборонено рух індивідуального автотранспорту, щоб виключити версію, що через масове використання присадок для збільшення октанового числа бензину виділяється талій.
Наприкінці листопада було проведено загальноміське прибирання з миттям вулиць.
У цей час кількість захворювань почала швидко скорочуватися. Аналізи не виявляли аномальної концентрації будь-яких хімікатів. Очевидно, через шум, що піднявся, джерело токсичних речовин перестав функціонувати десь на початку листопада.
З 8 листопада випадки тотальної алопеції в дітей віком припинилися. Однак досягло піку число випадків осередкової алопеції; потім вона значно перевищувала норму до літа 1989 р. Всі хворі потім одужали.

## Версії
Журналісти агентства «Факти» нарахували 82 версії причин того, що сталося . Серед них вибух хімкомбінату в Румунії, згоряння супутника над Чернівцями, диверсія афганських моджахедів, змова військових, грибок чи пліснява. Більшість цих версій було визнано несерйозними.
Міністр охорони здоров'я СРСР Євгеній Чазов висловив версію про кислотні дощі, але від неї швидко відмовилися.
«На підставі клінічної картини захворювання, позитивних результатів фізико-хімічних аналізів біоматеріалів, об'єктів довкілля встановлено, що причиною захворювання дітей у м.Чернівці є інтоксикація сполуками талію», — зазначила у своєму звіті комісія МОЗ УРСР, яку очолює тодішній міністр О. Романенко.
Із заключного акту урядової комісії 5 грудня 1988 року: «у Чернівцях були антропогенні джерела забруднення талієм, що постійно діють, до яких віднесені підприємства Кварц, Гравітон, Граніт, Вимірювач, Фотон».
За даними московських науковців, причетними до забруднення талієм довкілля виявилися також цегельні та низка інших міських підприємств. Крім талію, ці підприємства викидали в довкілля інші токсичні мікроелементи, з яких кадмій, бор, свинець, алюміній здатні посилювати токсичність талію . На заводі «Кварц» у липні 1988 року сталася аварійна ситуація на одній із установок вирощування монокристалів талію.
Зі статті канд. фіз.-Мат. наук Ст. Ломоносова, канд. біол. наук А. А. Фітіна:
|  | В Черновцах произошел многоразовый промышленный выброс — источник токсических веществ работал с июля по начало ноября 1988 года… Расположение кирпичных заводов в низине и возвышение их труб над центром Черновцов объясняют локализацию зоны поражения… Произошло комплексное отравление детей целым рядом токсических соединений, не все из которых нам известны. |

Підкреслюється, що симптоматика подібна до отруєння талієм і сполуками на основі бору. Ці ж речовини були виявлені в нігтьових пластинах, сечі, волосяних коренях пацієнтів. .
У квітні 1989 р. голландські токсикологи після триденного дослідження у Чернівцях виключили можливість отруєння талієм.
Конкретне джерело отруйної речовини так і не було встановлено. Кримінальну справу закрили, не виявивши винних.

### Отруєння сполуками ракетного палива
28 березня 2024 року на сайті онлайн-відання «Історична правда» вийшла стаття Ореста Данилевича, к. ф.-м. н. «Причини масового полисіння дітей у Чернівцях влітку 1988 року».
Посилаючись на розсекречені архівні матеріали КДБ та свідчення безпосередніх учасників цих подій, зокрема Анатолія Галіна (в той час обіймав посаду посаді старшого інженера у лабораторії напівпровідникового матеріалознавства Чернівецького відділення напівпровідникового матеріалознавства ІПМ АН УРСР), автор стверджує, що масове отруєння у Чернівцях влітку 1988 року випарами компонентів ракетного палива — боранами і сполуками алюмінію. Ці речовини поширилися по місту каналізаційними колекторами після розливу ракетного палива внаслідок аварії військового транспорту в районі вул. Л. Кобилиці, а також проливання ракетного палива вздовж руху військового вантажного транспорту по місту Чернівці.
У статті також згадується про причетність Міністерстві охорони здоров'я, Міністерства оборони СРСР та КДБ до процесів фальсифікації і замовчування справжніх причин отруєння. 
Зокрема, відомості про надмірну концентрацію бору у крові хворих дітей, отримані після проведення дослідження крові хворих дітей у московському НДІ гематології, не були взяті до уваги МОЗ СРСР, оскільки офіційною версією отруєння було названо талій. Між тим, значне  (більше ніж у 30 разів) перевищення вмісту бору у сухих залишках сечі дітей підтвердилося за результатами досліджень у НДІ криміналістики МВС СРСР. Згодом, керівник лабораторії цього інституту отримав догану і був звільнений.
Під час візиту до Москви Анатолій Галін зустрівся із кореспондентом програми «Взгляд» Олександром Політковським. Після того, як у місті відбулися стихійні мітинги, Політковський побував у Чернівцях, і в етер вже вийшов один випуск програми про факт отруєння, але без зазначення можливих причин. Ознайомившись із результатами досліджень, колектив програми відмовився докладно висвітлювати їх, оскільки російська «этот вопрос контролируется Министерством обороны и КГБ на наивысшем уровне», і розголос може мати фатальні наслідки.
До фальсифікації також було залучено і підконтрольну КПРС пресу. Так, газета «Радянська Буковина» у номерах №№ 214, 215, 216 повідомляла, що важких металів, у тому числі талію, у пробах, зразках та при обстеженні підприємств не виявлено, однак одразу за цими номерами виходять ще 4 із публікаціями про виявлення випадків неналежного обліку та зберігання талію на кількох промислових підприємствах міста.
Опитані автором статті працівники підприємств, та випускники фізичного та оптичного факультетів ЧДУ, які працювали на цих підприємствах у 1988-1990 роках, засвідчили, що талій у виробничих процесах на підприємствах не використовувався і не зберігався. За словами автора, єдиною установою де було виявлено талій, було Чернівецьке відділення напівпровідникового матеріалознавства; наявний там талій у зливку та металічний талій в герметичній упаковці, було вилучено працівниками КДБ.
Переклад англійською для делегації фахівців ВООЗ за словами А. Галіна був спотворений так, щоб постійно звучала версія талієвого отруєння. Зокрема, величезна  концентрація бору в крові та сечі хворих дітей пояснювалася всотуванням бору зразками із боросилікатного скла пробірок, де ці зразки зберігалися. 

#### Архівна справа КДБ «Алопеція»
Дані, отримані автором із розсекречених матеріалів КДБ Чернівецької області, які нині зберігаються у Галузевому державному архіві СБУ, свідчать, що вищі органи влади СРСР (як припускає автор — Міністерство оборони та КДБ СРСР) надали вказівку щодо приховування справжніх причин отруєння та поширення версії отруєння талієм. Висновок групи експертів провідних наукових інститутів СРСР свідчить, що перевищення ГДК талію в жодному зі зразків відібраних в хворих дітей та пробах води, ґрунту, повітря не виявлено. Довідки із підприємств Чернівців, пов'язаних з електронною і напівпровідниковою промисловістю (заводи «Гравітон», «Кварц», «Вимірювач», «Електронмаш», «Граніт», що теж наявні в архівних матеріалах, свідчать що талій та його солі  у виробничих процесах цих підприємств не використовуються, а мізерні кількості деяких солей талію зберігаються опечатаними. Численні висновки науковців свідчать про відмінність клінічної картини хвороби дітей у Чернівцях від відомих ознак хронічного чи гострого отруєння сполуками талію.
За словами автора статті, окремі бороводні та ряд органічних похідних бору є ракетними паливами, а сполуки бору з воднем і оксиди алюмінію – це компоненти ракетного палива. посилаючись на «численні повідомлення агентів про аварію військової автоцистерни в липні-серпні 1988 року в районі вул. Л.Кобилиці, роботу військових, які змивали якусь рідину піною, утилізацію ракетного палива в Чернівецькій області», та довідку, складену оперуповноваженим КДБ щодо інформації, отриманої від завуча середньої школи №4 про те, що її подруга була свідком зіткнення військових автомашин на вул. Л. Кобилиці, а згодом — видалення дерев, на яких пожовкло та опало листя, автор робить висновок щодо можливого витоку ракетного палива під час аварії.